# Gingelom
Gingelom è un comune belga di 8 405 abitanti, situato nella provincia fiamminga del Limburgo belga.